# Move on (LISAの曲)
『move on』（ムーヴ・オン）は、m-floのメンバー（当時）、LISAの1枚目のシングル。2002年1月9日発売。

## 概要
- ソロ再デビューシングル。この曲を発売して3ヵ月後の2002年4月に、ソロ活動に専念するためm-floを脱退している。

## 収録曲
1. move on
  - 作詞・作曲：LISA／編曲：Satoshi Hidaka

コーセー「ルミナス」CMソング
2. move on(the move you mix:Satoshi Hidaka)
3. where peace belongs
  - 作詞：LISA／作曲：LISA, JAMES CAPES! CAPERS

ソフマップ「有楽町Sofmap」CMソング
テレビ朝日系『D's garage』エンディング・テーマ
4. move on(さあ,あなたが歌う番ですよmix)